# 养士堡镇
养士堡镇，是中华人民共和国辽宁省沈阳市辽中区下辖的一个乡镇级行政单位。

## 行政区划
养士堡镇下辖以下地区：
养前村、养后村、各力房村、菱角泡村、王家岗村、白家岗村、夏堡子村、腰屯村、细河沿村和四王村。